# Bo Burnham: Inside
 (juin 2023).
La mise en forme du texte ne suit pas les recommandations de Wikipédia : il faut le « wikifier ».
Les points d'amélioration suivants sont les cas les plus fréquents. Le détail des points à revoir est peut-être précisé sur la page de discussion.
- Les titres sont pré-formatés par le logiciel. Ils ne sont ni en capitales, ni en gras.
- Le texte ne doit pas être écrit en capitales (les noms de famille non plus), ni en gras, ni en italique, ni en « petit »…
- Le gras n'est utilisé que pour surligner le titre de l'article dans l'introduction, une seule fois.
- L'italique est rarement utilisé : mots en langue étrangère, titres d'œuvres, noms de bateaux, etc.
- Les citations ne sont pas en italique mais en corps de texte normal. Elles sont entourées par des guillemets français : « et ».
- Les listes à puces sont à éviter, des paragraphes rédigés étant largement préférés. Les tableaux sont à réserver à la présentation de données structurées (résultats, etc.).
- Les appels de note de bas de page (petits chiffres en exposant, introduits par l'outil «  Source ») sont à placer entre la fin de phrase et le point final[comme ça].
- Les liens internes (vers d'autres articles de Wikipédia) sont à choisir avec parcimonie. Créez des liens vers des articles approfondissant le sujet. Les termes génériques sans rapport avec le sujet sont à éviter, ainsi que les répétitions de liens vers un même terme.
- Les liens externes sont à placer uniquement dans une section « Liens externes », à la fin de l'article. Ces liens sont à choisir avec parcimonie suivant les règles définies. Si un lien sert de source à l'article, son insertion dans le texte est à faire par les notes de bas de page.
- La présentation des références doit suivre les conventions bibliographiques. Il est recommandé d'utiliser les modèles {{Ouvrage}}, {{Chapitre}}, {{Article}}, {{Lien web}} et/ou {{Bibliographie}}. Le mode d'édition visuel peut mettre en forme automatiquement les références.
- Insérer une infobox (cadre d'informations à droite) n'est pas obligatoire pour parachever la mise en page.

Pour une aide détaillée, merci de consulter Aide:Wikification.
Si vous pensez que ces points ont été résolus, vous pouvez retirer ce bandeau et améliorer la mise en forme d'un autre article.
« Inside (film, 2021) » redirige ici. Pour les autres significations, voir Inside.
Pour plus de détails, voir Fiche technique et Distribution.
Bo Burnham: Inside est un special musical écrit, réalisé, filmé, monté et interprété par le comédien américain Bo Burnham sorti en 2021. Produite dans la maison d'hôtes de la maison de Burnham à Los Angeles pendant la pandémie de Covid-19 sans équipe ni public, l'émission est diffusée sur Netflix le 30 mai 2021. Comprenant toutes sortes de chansons et de sketches sur son quotidien à l'intérieur, elle dépeint la détérioration de la santé mentale de Burnham, explore les thèmes de la performativité et sa relation avec Internet et son public, et aborde des sujets tels que le réchauffement climatique et les mouvements sociaux. D'autres séquences traitent d'activités en ligne telles que communiquer avec sa mère via FaceTime, publier des photos sur Instagram, envoyer des sextos et diffuser des jeux vidéo en direct.
Inside fait suite à Make Happy (2016), le précédent spectacle de stand-up de Burnham, qui l'a amené à arrêter de se produire car il a commencé à avoir des crises de panique sur scène pendant la tournée de ce spectacle. Un album de chansons issues de l'émission intitulé Inside (The Songs), sort en version numérique le 10 juin 2021. Le special est acclamé par la critique pour sa musique, sa réalisation, sa photographie et sa présentation de la vie pendant la pandémie de Covid-19. Certains critiques estiment que le spécial intègre différentes formes d'art, notamment de la musique, des morceaux de comédie stand-up et des méta-commentaires, la décrivant comme une combinaison de comédie, de drame, de documentaire et de théâtre. Pour Inside, Burnham reçoit un Peabody Award, les Emmy Awards de la meilleure réalisation pour un special de variété, de la meilleure direction musicale et du meilleur scénario pour un special de variété, ainsi que le Grammy Award de la meilleure chanson écrite pour un média visuel pour All Eyes on Me.
À l'occasion du premier anniversaire de la sortie du special, Burnham publie The Inside Outtakes, une vidéo YouTube d'une heure contenant des extraits et chansons inutilisées, des séquences en coulisses et des prises alternatives de l'émission spéciale. Un album deluxe comprenant ces extraits, Inside (Deluxe), sort le 3 juin 2022.

## Synopsis
Incapable de quitter son domicile, Burnham se produit dans une seule pièce. Il donne des informations périodiques sur le temps qui passe alors qu'il travaille sur sa nouvelle émission spéciale, ses cheveux et sa barbe poussant au fur et à mesure. Après avoir chanté Content et avoir fait la satire des humoristes masculins blancs dans Comedy, il trouve la motivation nécessaire pour commencer à préparer son émission. Il interprète FaceTime with My Mom (Tonight), une chanson sur la frustration de FaceTimer avec sa mère. Il chante How the World Works pour enseigner la nature aux enfants, mais une marionnette commence à chanter sur le génocide et l'exploitation des travailleurs, avant de critiquer Burnham pour n'essayer d'aider que pour sa propre glorification.
Parodiant un consultant en marques de produits, Burnham évoque les vertus morales des entreprises, puis chante White Woman's Instagram à propos des stéréotypes d'Instagram. Dans un format stand-up, il remet en question la nécessité pour chaque individu d'exprimer son opinion. Burnham enregistre une vidéo de réaction à Unpaid Intern, sa brève chanson sur le caractère jetable des stages non rémunérés, mais commence à réagir à une boucle imbriquée de son commentaire. Il chante ensuite Bezos I, qui fait l'éloge de Jeff Bezos de manière peu sincère.
Burnham chante sur le sexting dans une chanson du même nom avant de parodier la vidéo de remerciement d'un YouTubeur en tenant un couteau. Il interprète Look Who's Inside Again et Problematic, cette dernière évoquant un comportement passé qu'il regrette. Il s'adresse au spectateur quelques minutes avant son 30e anniversaire, révélant qu'il espérait terminer l'émission spéciale avant cette date ; il chante ensuite 30, déplorant son vieillissement. À la fin de la chanson, il déclare qu'il se suicidera à 40 ans, mais il exhorte ensuite les téléspectateurs à ne pas se suicider, même s'il avoue qu'il aimerait mourir temporairement.
Pendant l'entracte, Burnham nettoie la caméra. Il demande rhétoriquement au public ce qu'il pense de l'émission dans la chanson Don't Wanna Know. Parodiant un streamer de jeux vidéo, Burnham commente un jeu dans lequel il pleure dans sa chambre. Vient ensuite la chanson ironique et optimiste Shit, qui parle d'un épisode dépressif, et la description de sa santé mentale dans All Time Low. Dans Welcome to the Internet, il joue le rôle d'un guide touristique d'Internet, offrant au spectateur divers types de contenus optimistes ou morbides qu'il peut consommer à l'infini.
Après avoir déclaré qu'il ne finira jamais l'émission spéciale car il a peur de retourner à sa vie normale, Burnham satirise à nouveau Bezos dans Bezos II, puis interprète That Funny Feeling, qui décrit des images incongrues et l'effondrement imminent de la société. Il tente de parler au spectateur, mais il se sent dépassé et frappe son équipement avant de s'effondrer en larmes.
Dans All Eyes on Me, Burnham chante pour un public préenregistré : il révèle qu'il s'est retiré de la comédie cinq ans auparavant parce qu'il souffrait de crises de panique sur scène. Sa santé mentale s'était suffisamment améliorée en janvier 2020 pour qu'il envisage un retour sur scène avant que « la chose la plus drôle ne se produise ». La chanson demande au public de se lever, de lever les mains et de prier pour lui. En colère contre le téléspectateur, il prend la caméra et danse avec avant de la laisser tomber par terre.
Après avoir vaqué à ses occupations matinales et visionné la scène précédente sur son ordinateur portable, Burnham déclare qu'il a « fini ». Un flashback introduit la chanson Goodbye, dans laquelle un Burnham jeune et un Burnham plus âgé se résignent tous deux à leur isolement, avec plusieurs paroles de chansons précédentes incorporées. Un montage montre Burnham en train de préparer la pièce pour chaque chanson de l'émission spéciale, avant de se retrouver nu sous les projecteurs. Après la chanson, il sort enfin de la pièce dans une tenue blanche, avant d'être enfermé à l'extérieur alors qu'un public invisible l'applaudit puis se moque de lui parce qu'il tente de rentrer. De retour dans la salle, il visionne les images sur son projecteur. Au fur et à mesure que les rires du public s'amplifient, il commence à sourire, avant que l'écran ne devienne brusquement noir. La chanson finale Any Day Now est diffusée pendant le générique de fin. Elle se compose d'une mélodie dépouillée et de paroles répétant que cela « s'arrêtera n'importe quand maintenant ».

## Fiche technique
Sauf indication contraire, les informations mentionnées dans cette section peuvent être confirmées par la base de données cinématographiques IMDb,  présente dans la section « Liens externes ».
- Titre : Bo Burnham: Inside
- Réalisation : Bo Burnham
- Scénario : Bo Burnham
- Photographie : Bo Burnham
- Montage : Bo Burnham
- Musique : Bo Burnham
- Production : Bo Burnham (producteur délégué), Josh Senior (producteur) et Cooper Wehde (producteur associé)
- Société de distribution : Netflix
- Pays d'origine :  États-Unis
- Langue originale : anglais
- Format : couleur — 1.78 : 1 — Dolby Digital
- Genre : comédie, drame, musique
- Durée : 87 minutes
- Dates de sortie :
  - Monde : 30 mai 2021 (sur Netflix)
  - États-Unis : 22 juillet 2021 (sortie limitée)

## Production

### Contexte

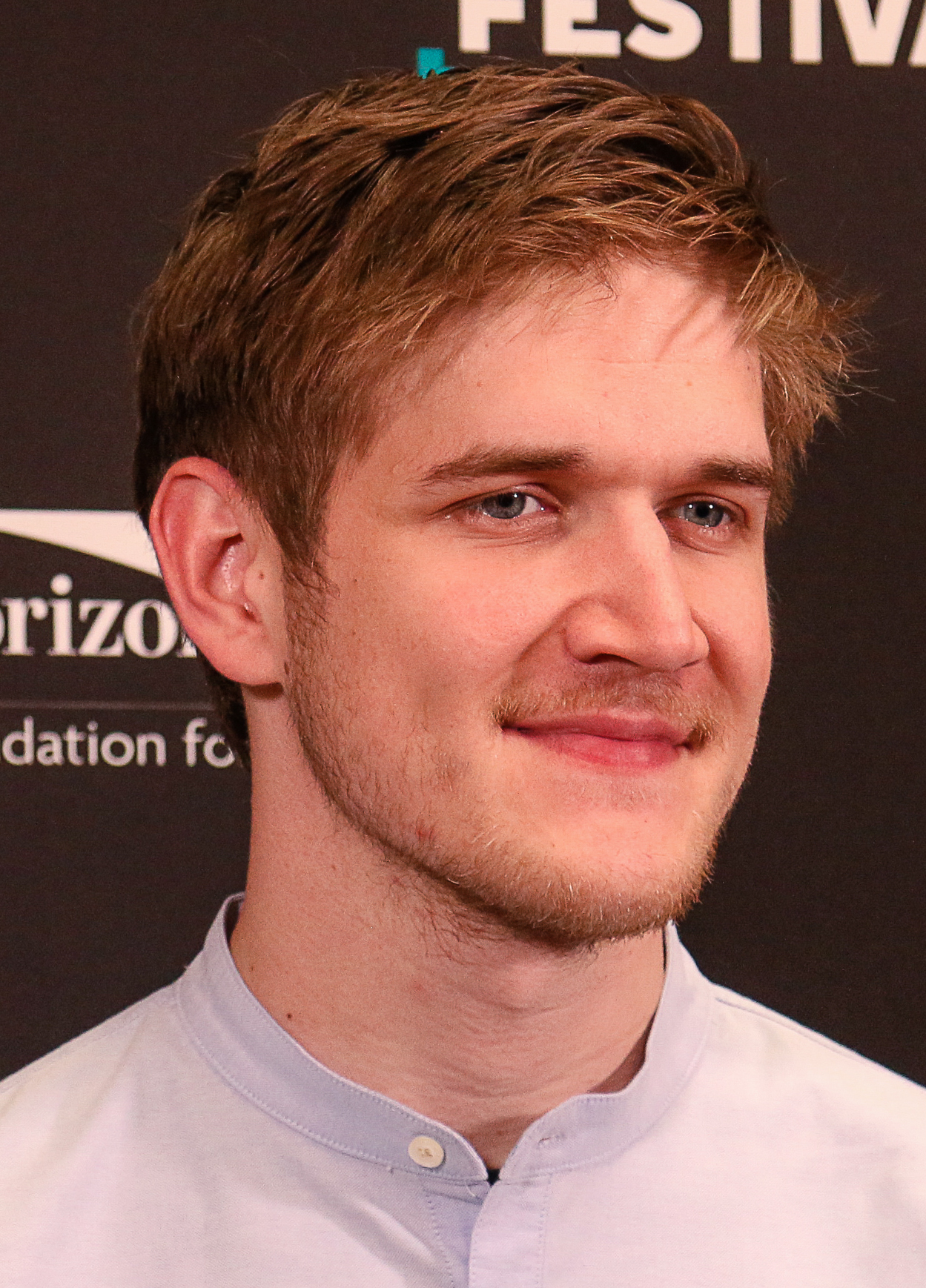
Bo Burnham en 2018.

Bo Burnham est un comédien musical américain qui se fait connaître en publiant des clips sur YouTube à partir de 2006. Après avoir publié ces chansons dans son premier album éponyme (2009), il effectue trois tournées de stand-up, dont les deux premières sortent sous forme d'albums et les deux dernières sous forme de performances enregistrées : Words Words Words (2010), what. (2013) et Make Happy (2016). Pendant la tournée de Make Happy, Burnham commence à avoir des attaques de panique sur scène. Entretemps, il écrit et réalise le film Dernière Année (Eighth Grade, 2018) et joue dans Promising Young Woman (2020).

### Tournage
Inside est filmé dans la maison d'hôtes de la maison de Los Angeles que Burnham partage avec sa petite amie de longue date, la cinéaste Lorene Scafaria, avant qu'ils ne déménagent dans une autre propriété quelques mois après la sortie la sortie du special. La maison d'hôtes a également servi au tournage de la fin de Make Happy. Une liste Zillow révèle plus tard que la propriété est la même que celle utilisée pour filmer Les Griffes de la nuit (A Nightmare on Elm Street, 1984). En raison de la pandémie de Covid-19, Burnham travaille sur l'émission seul, sans équipe ni public,. La sortie des outtakes, les extraits non retenus pour le film, indiquent que le special a été filmé entre mars 2020 et mai 2021. Un cadre de Netflix, Robbie Praw, déclare que Burnham l'a contacté « assez tôt dans la pandémie » à propos de Inside et lui a envoyé environ 20 minutes de rushes vers la fin de l'année 2020.
Selon une fuite fournie à Bloomberg News en octobre 2021, Netflix a payé 3,9 millions de dollars pour Inside, et lui a attribué une valeur « d'efficacité » interne de 2,8, contre un score de base de 1 pour un contenu qui atteint le seuil de rentabilité. Le porte-parole de Netflix qui a fourni les statistiques pour Inside et plusieurs autres programmes sur le service de streaming a ensuite été licencié pour avoir divulgué des informations confidentielles et « sensibles sur le plan commercial »,.

### Inside (The Songs)
La bande originale de Inside, intitulée Inside (The Songs), est annoncée le 8 juin 2021 et sort le 10 juin sur les plateformes de streaming musical via Republic Records. Elle atteint le top dix aux États-Unis, au Canada, au Danemark, en Irlande, en Nouvelle-Zélande, en Norvège, et au Royaume-Uni. Il s'agit de l'album comique américain le plus vendu de l'année aux États-Unis, où il est certifié Or. En outre, plusieurs chansons issues de l'album ont figuré au classement des chansons les plus populaires aux États-Unis. Ainsi, All Eyes on Me est devenue la première chanson comique à faire son entrée dans le Billboard Global 200.

## Sortie
Burnham annonce la sortie d'Inside le 28 avril 2021 avec une courte bande-annonce. Elle montre d'abord le Burnham rasé et propre de la fin de Make Happy, puis le Burnham aux cheveux longs et barbu d'Inside. Il poste cette annonce sur ses comptes Twitter et Instagram,. Le 21 mai, il annonce que Inside doit sortir le 30. Le special sort sans dossier de presse ni photos de tournage. Il est diffusé dans des cinémas aux États-Unis entre le 22 et le 25 juillet 2021 ; des projections supplémentaires après la fin du week-end initial ont lieu dans certains cinémas.

### The Inside Outtakes
Le 30 mai 2022, Burnham marque le premier anniversaire de l'émission spéciale en publiant un making-of d'une heure nommé The Inside Outtakes sur YouTube. Il annonce la vidéo une heure avant de la publier. La vidéo est éditée par Burnham d'avril à mai 2022. Les extraits sont également publiés sur Netflix le 11 août 2022.
The Inside Outtakes montre des prises en coulisses, des versions alternatives de chaque chanson et scène d’Inside et un aperçu du processus de production,. Il comprend 13 nouvelles chansons, dont des versions alternatives de All Eyes on Me et Look Who's Inside Again, et des chansons courtes Bezos III, Bezos IV et Spider,. The Future met en contraste les désirs de Burnham d'avoir une fille et de méditer efficacement avec sa triste réalité. Sa chanson de style Afrobeat Five Years célèbre un anniversaire de relation,. Biden parle de sa réticence à voter pour Joe Biden lors de l'élection présidentielle américaine de 2020. This Isn't a Joke, une chanson dans laquelle Burnham chante avec auto-tune, s'écarte du sujet de l'émission pour se focaliser sur la cicatrice de naissance de Burnham. The Chicken dramatise la question « pourquoi le poulet a-t-il traversé la route ? ». Le making-of comprend également d'autres éléments inutilisés, tels qu'un podcast parodiant The Joe Rogan Experience et une parodie de l'univers cinématographique Marvel (MCU),. La vidéo fait également référence au système de publicité de YouTube, comprenant un faux compte à rebours pour les publicités, des bannières publicitaires pour Inside et de fausses recommandations de vidéo,.
Certaines des prises évoquent des chansons ou des thèmes inclus dans l'émission finale. Par exemple, Mitchell Clark de The Verge a comparé The Future à Problematic en raison des  mélodies similaires, de thèmes sur la dépression et sur le fait d'être coincé à l'intérieur. Brian Logan de The Guardian commente que bien que certains extraits ne soient réservés qu'aux fans d’Inside, « certains éléments scintillent aussi brillamment que le meilleur de l'original », y compris le podcast Five Years et Chicken. Evie Breese de The Big Issue, bien que moins friande de Chicken, fait l'éloge des chansons des extraits pour leur « claustrophobie mentale », qui reste d'actualité après la fin des confinements.
Matt Wilstein de The Daily Beast salue le fait que la scène des podcasts se était devenue « plus pertinente en 2022 », avec sa satire de podcasteurs comme Joe Rogan qui parlent « de censure lors de la diffusion à des dizaines de millions d'auditeurs chaque jour », et des moments ironiques comme un publicité pour un spray pour pénis apparaissant lorsque le podcasteur se qualifie de philosophe. De même, Vivian Kane de The Mary Sue fait l'éloge du fait que la scène montre que les comédiens « anti-woke » ou « anti-cancel culture » utilisent « un sectarisme à peine ou pas du tout voilé » tout en « exigeant la révérence ». Kane écrit que « le meilleur démontage possible consiste simplement à répéter textuellement les propres mots d'un fanatique et sa philosophie générale ».
À la suite de la sortie de The Inside Outtakes, des produits dérivés sur le thème du sketch parodique du Marvel Cinematic Universe sont dévoilés. La page d'accueil du site web et les descriptions de produits sont satiriques, y compris des passages tels que « Tout ce que vous avez à faire est ce que nous appelons « ACHETER » ce que nous appelons « CONTENU À PORTER » avec ce que nous appelons « VOTRE ARGENT » ».

## Réception

### Accueil critique
Sur le site web Rotten Tomatoes, 95 % des 55 critiques sont positives, avec une note moyenne de 9,2/10. Le consensus critique du site est le suivant : « Inside est une leçon magistrale de comédie et d'introspection, magnifiquement sombre, hilarante et pleine d'espoir de Bo Burnham »,. Sur Metacritic, le special obtient une note moyenne pondérée de 98 sur 100 sur la base de neuf critiques, ce qui indique une « acclamation universelle ». Il s'agit de la huitième émission de télévision la plus appréciée sur Metacritic et de la deuxième émission spéciale de télévision la plus appréciée. Le Guardian, le Times et le Sydney Morning Herald lui attribuent cinq étoiles sur cinq,,, tandis qu'IndieWire lui accorde la note A-. Adrian Horton du Guardian classe All Eyes On Me parmi ses chansons préférées de l'année 2021.

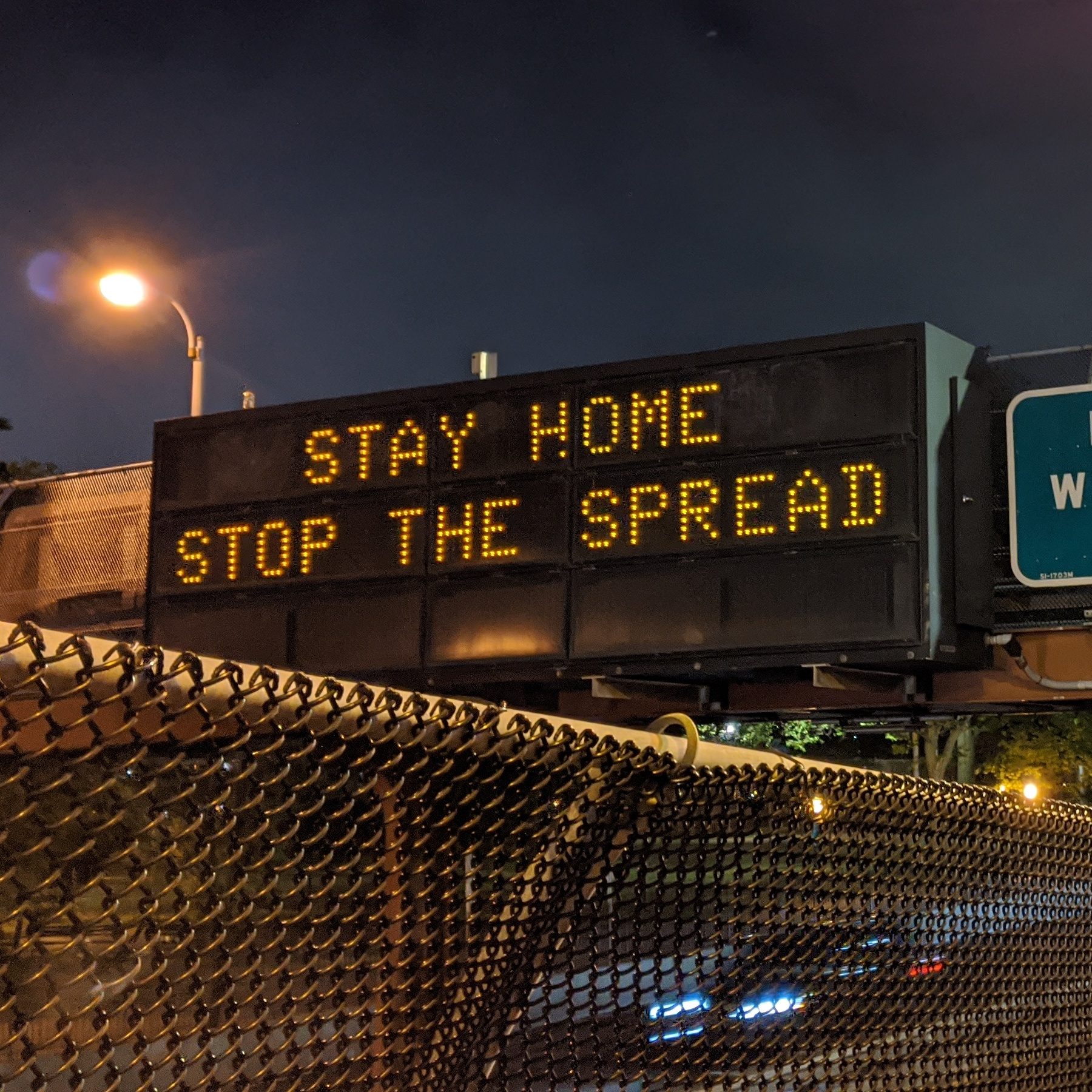
Les critiques ont salué la description fidèle des spécificités de la pandémie de Covid-19 faite par le special.

Les critiques ont salué la présentation faite par Inside de la pandémie de Covid-19, qui n'est jamais mentionnée par son nom. Dominic Maxwell du Times qualifie le special de « premier chef-d'œuvre comique » issu de cette période, tandis qu'Alec Bojalad estime qu'il pourrait devenir une « partie emblématique de la culture populaire occidentale de l'époque de la pandémie »,. Pour Matthew Dessem de Slate, Inside est « une des réponses artistiques les plus sincères au XXIe siècle jusqu'à présent ». De même, Karl Quinn du Sydney Morning Herald considère qu'il s'agit du « document essentiel » de la période. Kevin Fallon du Daily Beast n'a pas apprécié les différents films produits ou se déroulant pendant la pandémie, mais a perçu Inside comme la « conclusion parfaite à la grande expérience de la télévision pendant la pandémie ». De même, Allison Shoemaker de The A.V. Club décrit le special comme l'une des rares œuvres qui réussissent à « encapsuler de façon efficace et authentiquement surréaliste » la vie en temps de pandémie, et Power l'a qualifiée de « culturellement pertinente et thématiquement résonnante »,. Lewis a identifié son surréalisme comme ce qui le faisait correspondre à la conscience culturelle de la pandémie, affirmant qu'il laissait le spectateur avec un sentiment de claustrophobie. Fallon a déclaré que d'autres émissions sur la pandémie étaient "indulgentes, condescendantes ou pour la plupart dénuées de sens", mais Inside a "une authenticité dans son approche très intime et très personnelle". Alec Bojalad de Den of Geek a en outre soutenu que le film avait une "qualité intemporelle". Rachel Syme du New Yorker le considérait comme décrivant spécifiquement l'expérience "non amarrée, câblée, euphorique et apathique" d'être en ligne pendant la pandémie avec « une clarté frénétique et adroite ». En raison des contraintes pratiques de Burnham, Jason Zinoman du New York Times ' que cela prouve que les limites sont la meilleure forme d'inspiration.
Burnham a été acclamé par la critique pour son cinéma et son jeu d'acteur. Power a vu Inside "unique dans son approche, son contenu et sa subjectivité". Kathryn VanArendonk ' Vulture a loué la mise en scène, l'écriture et l'interprétation de Burnham et Bojalad l'a décrit comme le meilleur travail de la carrière de Burnham à ce jour,. Fallon a déclaré que les "capacités caméléoniques" de Burnham font le travail spécial, tandis que Shoemaker a qualifié le tournage de "intrinsèquement et merveilleusement théâtral" et la performance comme vulnérable. Lewis a trouvé que la comédie et les émotions de Burnham étaient relatables. Zinoman a commenté que Burnham anticipait les critiques potentielles de l'émission comme "surchauffées avec indulgence" avec des dialogues tels que "La conscience de soi n'absout personne de rien".
Selon Zinoman, Burnham a utilisé des facettes de la cinématographie qui sont négligées par les autres comédiens. Power a résumé que l'angle et la portée des prises de vue, le montage et les transitions de scènes, et les effets d'éclairage se combinent pour évoquer "un rêve de fièvre". Kohn considérait la spéciale comme faisant "l'humour parfait de la potence" à partir de sa musicalité et de ses visuels. Kohn et Shoemaker ont comparé Inside favorablement à Eighth Grade, Kohn affirmant que c'était "un juste milieu entre la nature stupide et étrange de sa présence sur scène et les instincts avancés de narration évidents de Eighth Grade ", et Shoemaker estimant qu'il combinait "le talent remarquable de cinéaste" du film avec "ses habituels airs pop très comiques",.
Zinoman a félicité Burnham pour avoir présenté une plus grande variété de styles musicaux que ses précédents spéciaux, y compris le bebop, la synth-pop et les airs de spectacle, ainsi que pour être devenu "aussi méticuleux et créatif avec son vocabulaire visuel que son langage". Power a écrit que les chansons passent rapidement d'émotion en émotion et feront que le spectateur "rira une minute et connaîtra une crise existentielle la suivante". De nombreux critiques ont choisi des chansons pour les éloges. Bojalad a trouvé un couplet dans "White Woman's Instagram" sur la mort de la mère du personnage pour être le "moment le plus remarquable de gentillesse humaine et d'empathie" de Inside, le vivant comme une scène inattendue qui l'avait marqué depuis son visionnage. Zinoman a fait l'éloge de la même chanson comme "visuellement précise et hilarante". De plus, Kohn a fait l'éloge de "How the World Works" comme particulièrement fort, et Holmes a salué "Welcome to the Internet" comme "l'une des meilleures exécutions de" la "sauvage" d'être en ligne,.

### Distinctions
Burnham est devenu la première personne à remporter trois Emmys individuellement (non partagés avec une autre personne) en une seule année : réalisation, écriture et direction musicale.
Après avoir été jugé inéligible pour la catégorie Meilleur album de comédie, Inside a été soumis aux Grammy Awards pour le prix de la meilleure bande originale de compilation pour les médias visuels.
| Award                             | Date of ceremony   | Category                                                                                                  | Recipient(s)                                        | Result     | Ref(s) |
| --------------------------------- | ------------------ | --- | --------------------------------------------------- | ---------- | ------ |
| Cinema Audio Society Awards       | March 19, 2022     | Outstanding Achievement in Sound Mixing for Television Non Fiction, Variety or Music – Series or Specials | Bo Burnham and Joel Dougherty                       | Nomination | [ 58 ] |
| Cinema Eye Honors                 | March 1, 2022      | Heterodox Award                                                                                           | Bo Burnham                                          | Nomination | [ 59 ] |
| Critics' Choice Television Awards | March 13, 2022     | Best Comedy Special                                                                                       | Bo Burnham: Inside                                  | Lauréat    | [ 60 ] |
| Directors Guild of America Awards | March 12, 2022     | Outstanding Directorial Achievement in Variety/Talk/News/Sports – Specials                                | Bo Burnham                                          | Nomination | [ 61 ] |
| Eddie Awards                      | March 5, 2022      | Best Edited Variety Talk/Sketch Show or Special                                                           | Bo Burnham                                          | Lauréat    | ,      |
| Grammy Awards                     | April 3, 2022      | Best Music Film                                                                                           | Bo Burnham and Josh Senior                          | Nomination | ,      |
| Grammy Awards                     | April 3, 2022      | Best Song Written for Visual Media                                                                        | Bo Burnham (for the song "All Eyes on Me")          | Lauréat    | ,      |
| Hollywood Critics Association     | August 29, 2021    | Best Streaming Sketch Series, Variety Series, Talk Show, or Comedy/Variety Special                        | Bo Burnham: Inside                                  | Lauréat    | [ 66 ] |
| Hollywood Critics Association     | August 29, 2021    | Honorary Virtuoso Award                                                                                   | Bo Burnham                                          | Lauréat    | [ 66 ] |
| Hollywood Critics Association     | August 13–14, 2022 | Best Comedy or Standup Special                                                                            | Bo Burnham: The Inside Outtakes                     | Nomination |        |
| Libera Awards                     | June 16, 2022      | Best Outlier Record                                                                                       | Inside (The Songs)                                  | Nomination | [ 67 ] |
| Hollywood Music in Media Awards   | November 17, 2021  | Best Original Song – TV Show/Limited Series                                                               | Bo Burnham (for the song "Welcome to the Internet") | Nomination | ,      |
| Hollywood Music in Media Awards   | November 17, 2021  | Live Concert for a Visual Medium                                                                          | Bo Burnham                                          | Lauréat    | ,      |
| Peabody Awards                    | June 6–9, 2022     | Entertainment                                                                                             | Bo Burnham: Inside                                  | Lauréat    | [ 70 ] |
| Primetime Emmy Awards             | September 11, 2021 | Outstanding Picture Editing for Variety Programming                                                       | Bo Burnham                                          | Nomination | ,      |
| Primetime Emmy Awards             | September 12, 2021 | Outstanding Directing for a Variety Special                                                               | Bo Burnham                                          | Lauréat    | ,      |
| Primetime Emmy Awards             | September 12, 2021 | Outstanding Writing for a Variety Special                                                                 | Bo Burnham                                          | Lauréat    | ,      |
| Primetime Emmy Awards             | September 12, 2021 | Outstanding Music Direction                                                                               | Bo Burnham                                          | Lauréat    | ,      |
| Primetime Emmy Awards             | September 12, 2021 | Outstanding Original Music and Lyrics                                                                     | Bo Burnham (for the song "Comedy")                  | Nomination | ,      |
| Primetime Emmy Awards             | September 19, 2021 | Outstanding Variety Special (Pre-Recorded)                                                                | Bo Burnham and Josh Senior                          | Nomination | ,      |
| Rose d'Or                         | November 29, 2021  | Comedy | Bo Burnham: Inside                                  | Lauréat    | [ 73 ] |
| TCA Awards                        | September 15, 2021 | Outstanding Achievement in Movies, Miniseries and Specials                                                | Bo Burnham: Inside                                  | Nomination | [ 74 ] |
| TCA Awards                        | September 15, 2021 | Individual Achievement in Comedy                                                                          | Bo Burnham                                          | Nomination | [ 74 ] |

## Analyse

### Ton et format
Bien que souvent décrit comme une comédie spéciale, Inside aborde un sujet controversé et sérieux, la santé mentale et sa détérioration étant le thème le plus répandu,. Brian Logan de The Guardian l'a qualifié de "comédie Gesamtkunstwerk " - une œuvre d'art combinant de nombreuses formes. Tom Power de TechRadar a écrit qu'il s'agissait d'une "comédie dramatique" et que son alternance entre du matériel de stand-up, de la musique et des scènes "fly-on-the-wall" donne l'impression de combiner "un documentaire et un acte de scène". De même, dans Vulture, Kathryn VanArendonk dit que cela "aspire à être un concert" dans certains endroits et dans d'autres se rapproche des styles "confessionnels" ou "journalistiques". En revanche, la critique de NPR Linda Holmes l'a vu comme "pas un documentaire mais une pièce de théâtre exceptionnellement bien écrite". Certaines parties de la spéciale manquent d'humour, tandis que de nombreuses blagues se heurtent au silence. Holmes et Rachel Syme ' New Yorker ont analysé que, de la comédie traditionnelle limitée dans la spéciale, les punchlines ne se sentent pas à leur place: Syme a déclaré qu'ils "se sentaient délibérément éculés et dépassés" et Holmes a expliqué que Burnham se sentait "cela n'a aucun sens sans public pour en rire". Il y a de la méta-humour et des images de Burnham éditant la spéciale et visionnant l'une de ses vidéos précédentes,. Eric Kohn d' IndieWire a identifié "des changements de tons étranges et des transitions abruptes" entre différentes sections de la spéciale, et VanArendonk a décrit Burnham comme affichant "une énergie de performance à travers un large spectre d'affects et d'humeurs".
Power a suggéré que le cadre d'une seule pièce est représentatif de l'esprit de Burnham, expliquant que "des instruments, des vêtements et du matériel d'enregistrement éparpillés signifient les pensées encombrées, désordonnées et écrasantes auxquelles il doit faire face quotidiennement". Sur une note connexe, Jason Zinoman a déclaré dans le New York Times que le titre a un double sens, se référant au fait que Burnham se trouve dans une seule pièce, et "aussi sa tête". Karl Quinn du Sydney Morning Herald a écrit qu'Inside utilise le cadre limité "comme une toile pour la créativité", mais le sentiment général est " la claustrophobie et l'ennui écœurant", et même "la dépression à part entière". Power a déclaré que Burnham "se débat avec son isolement cellulaire " et "perd progressivement son emprise sur la réalité"; VanArendonk a souligné que la barbe et les cheveux de Burnham reflètent cette trajectoire,. Écrivant dans The Independent, Isobel Lewis a vu que "plus il s'ouvre, plus l'artifice qu'il emploie" est intensifié, et a conclu qu'il s'agit d'une méthode pour faire face au désespoir.
Les critiques ont établi des parallèles avec divers autres travaux. Une routine de comédie stand-up de Maria Bamford, "The Special Special Special" (2012), a été filmée dans sa maison avec ses parents comme public, similaire aux contraintes de tournage de Burnham d'une pièce et pas de public. Mise en scène (2020), une comédie télévisée britannique se déroulant pendant la pandémie de COVID-19 au Royaume-Uni, met en vedette Michael Sheen et David Tennant dans des versions fictives d'eux-mêmes essayant de répéter une pièce de théâtre uniquement via des appels vidéo pendant le verrouillage; Allison Shoemaker ' l'AV Club a découvert qu'Inside et Staged présentaient la vie pandémique comme ayant une qualité surréaliste. Isobel Lewis de The Independent a déclaré que Inside est "en grande partie sur la comédie elle-même" et explore la "relation complexe de Burnham avec son public", similaire à Hannah Gadsby dans leur set de stand-up Nanette (2017). Bojalad ' Den of Geek a établi des liens tonals avec A Heartbreaking Work of Staggering Genius (2000), un mémoire de Dave Eggers qui dépeint "l'expérience humaine déroutante et souvent exaltante" à travers l'expérience d'Eggers d'avoir à élever son jeune frère après la mort de leurs parents. de cancer. La chanson "Unpaid Intern" et la vidéo de réaction ultérieure sont similaires au sketch "Pre-Taped Call-In Show" du sketch de Bob Odenkirk et David Cross Mr. Show avec Bob et David (1995–1998), mais Burnham utilise davantage le format récursif comme moyen de représenter ses insécurités. Eric Kohn d'IndieWire a déclaré que, comme dans le film Eighth Grade de Burnham, l'accent est mis sur "l'attrait dangereux de fermer le monde à l'ère des distractions à la demande" ; Lewis a déclaré que c'était comme certains des anciens morceaux de Burnham, comme le clip de "Words, Words, Words" (2010), dans "l'effort mis dans chaque plan qui change rapidement". Plusieurs autres publications ont comparé le contenu lyrique et l'apparence de Burnham à ceux du musicien Father John Misty,,.

### Thèmes
Linda Holmes de NPR a déclaré qu'il y avait des frontières floues entre "la vérité et la fiction" dans la spéciale. Dans The Daily Beast, Kevin Fallon a demandé : "Qu'est-ce que la performance et qu'est-ce qui est voyeuriste quand la douleur que nous regardons est presque inconfortablement réelle ?" Il a également suggéré que ne pas être en mesure de faire la distinction peut être intentionnel. Matthew Dessem de Slate considérait le sujet principal comme "la relation de Burnham avec son propre travail, et la non-pertinence de ce travail face à l'effondrement mondial". À ce sujet, Kohn a décrit que "la présence maniaque et passive-agressive à l'écran de Burnham suggère qu'il est devenu cynique à l'idée de créer de l'art dans un monde qui le réduit à un pur produit capitaliste". Certains critiques ont remarqué des images récurrentes de Burnham en tant que Jésus, avec de longs cheveux hirsutes et une barbe qui pousse,,. Bojalad a analysé la spéciale comme "un artiste battant son propre ego à mort"; en revanche, Tom Power ' TechRadar a déclaré que bien que Burnham "nous guide à travers" le travail "profondément personnel", "il est difficile de ne pas se voir à la place de Burnham",. Holmes a déclaré qu'il serait familier à de nombreuses personnes qui ont vécu la pandémie qu'il existe un "équilibre" entre "deux impulsions": l'une pour "rester au lit ... seul", et l'autre pour "créer, s'occuper et faire des blagues".
La performativité et la relation de Burnham avec son public sont essentielles à la spéciale. Cela fait suite à Make Happy (2016), dans lequel la chanson de clôture "Can't Handle This (Kanye Rant)" reflétait sa relation ambivalente avec son public. Après la fin de la section scénique de Make Happy, Burnham interprète "Are You Happy?" dans la même maison d'hôtes utilisée dans Inside puis part rejoindre sa petite amie Lorene Scafaria et leur chien dans le jardin. Dessem a commenté que le style de tournage crée "un contraste entre les exigences austères du travail créatif et la vie animée qui se déroule à l'extérieur". Power a écrit que Inside est une « continuation » et une « extension » de ces thèmes de Make Happy. VanArendonk a identifié "des boucles sans fin de performance et de consommation, se souciant de la performativité, de l'authenticité et de la productivité". À travers la scène finale, dans laquelle Burnham regarde un enregistrement de lui-même enfermé à l'extérieur alors qu'il est encore dans la pièce, Zinoman a vu Inside comme "encourager le scepticisme de la performativité" du "réalisme".
Internet est un sujet majeur de la spéciale, qui décrit explicitement des médias tels que les grilles Instagram et les flux en direct Twitch. Zinoman estimait qu'il s'agissait du "sujet dominant", alors que la pandémie augmentait l'importance de la "vie numérique", et que Burnham faisait preuve d'un "scepticisme sévère" à son égard : selon Zinoman, "les incitations du web, celles qui récompensent l'indignation, l'excès et le sentiment" sont présentés comme "les méchants". Bojalad a contextualisé Burnham comme ayant une « relation tendue avec la technologie et les médias sociaux » depuis le début de sa carrière avec une série de vidéos YouTube publiées avant que les médias sociaux « ne deviennent quelque chose de beaucoup plus corporatif et sinistre ». Rebecca Reid du Daily Telegraph a vu Burnham comme ne "diabolisant" ou "évangélisant" à propos d'Internet, et à la place "capturant la bêtise, les horreurs, l'éclat et la futilité totale".

### Chansons individuelles
Bojalad et Reid ont analysé un couplet dans "White Woman's Instagram" sur les émotions du personnage face à la mort passée de sa mère. La majorité de la chanson est "une mélodie satirique sur toutes les images superficielles et à la recherche d'influence qui apparaissent sur les comptes Instagram de base des femmes blanches", selon Bojalad. Il utilise un cadre étroit pour imiter un écran de téléphone portable - comme l'a fait la chanson précédente "FaceTime With My Mom (Tonight)" - mais lorsque le personnage parle de la mort de sa mère, le cadre s'agrandit en taille réelle,. Reid a vu cela comme un reflet de la vie d'un jeune sur les réseaux sociaux : "Des ordures insipides et ineptes ... entrecoupés de moments occasionnels d'honnêteté et d'observation qui dépassent les frontières." Bojalad a commenté qu'Instagram peut être performatif, et comme pour la propre performativité de Burnham, "parfois, le vrai se faufile".
Gabrielle Sanchez de The AV Club a revu "Problematic". Elle a comparé Inside avec les premières vidéos YouTube de Burnham et a trouvé de nombreuses similitudes dans le style de performance; cependant, il a fait "des blagues manifestement pas drôles, homophobes et misogynes" au début de sa carrière. Sanchez a déclaré que "Problematic" a un double objectif de s'excuser pour ce contenu et de satiriser "le cycle actuel d'appels et d'excuses de célébrités". Burnham utilise d'abord son jeune âge comme excuse, mais s'excuse ensuite de l'avoir fait dans le couplet suivant: Sanchez a fait valoir que le message est que "la première étape pour être une meilleure personne est de reconnaître les erreurs".

### Citations originales
1. ↑  (en) « fairly early in the pandemic ».
2. ↑  (en) « efficiency ».
3. ↑  (en) « commercially sensitive information ».
4. ↑  (en) « A claustrophobic masterclass in comedy and introspection, Inside is a beautifully bleak, hilariously hopeful special from Bo Burnham ».